# 一个男人和一个女人
《一个男人和一个女人》（法語：Un homme et une femme）是一部1966年的浪漫爱情法国电影，克劳德·勒鲁什担任影片的导演、制片人，而且还是编剧之一，尚-路易·特罕狄釀和阿努克·艾梅分别擔任男女主角，影片讲述了两位丧偶且均有孩子的成年男女偶然相遇相识并相爱的故事。这部影片以其镜头色调的多变而闻名，其频繁地在全彩、黑白、棕褐色调间反复切换，同时还有法蘭西斯·雷为影片创作的优美旋律。
法国上映期间一共吸引了427万2000名观众买票走进电影院，是当年最卖座电影的第6名。影片在美国上映票房收入约为1400万美元，并且夺得第39届学院奖外语片和原著剧本两项大奖。另外，影片还在1966年戛纳电影节上夺得了金棕榈奖以及第24届金球奖最佳外语片和最佳电影女主角奖（正剧类）。

## 剧情
阿内·戈捷是一位年轻的寡妇，她的丈夫生前是一位特技演员并在她亲眼目睹的一次事故中遇难。

## 主要演员
- 阿努克·艾梅：饰安妮·高提耶（Anne Gauthier）
- 尚-路易·特罕狄釀：饰尚-路易·迪罗克（Jean-Louis Duroc）[8]

## 反响
影片在美国试映期间就获得了300万美元的收入，而其它国家的试映则达到400万美元。

### 专业评价
根据烂蕃茄上的13篇专业评论文章，本片保持者77%的好评度，并且根据网站上5315位观众的投票，85%的观众喜欢这部电影
Bosley Crowther在其发表在《纽约时报》的评论文章中认为本片拥有一流的摄影和感情真挚而强烈的配乐，两者结合堪称典范。
《综艺》杂志上对本片的评论文章则着重赞扬了主角的表演：“阿努克·艾梅拥有一种成熟的美丽和通过对内心情感的出色刻划来避免其角色平淡一面的能力。”

### 获奖与提名
获奖：
- 1966年戛纳国际电影节金棕榈奖
- 第39届学院奖：外语片（法国）、原著剧本
- 第24届金球奖：最佳外语片（法国）、电影女主角阿努克·艾梅
- 1967年国家评论协会最佳外语片
- 1967年美国导演工会奖杰出导演成就：克劳德·勒鲁什
- 1967年蓝丝带奖最佳外语片
- 1967年电影编剧协会奖最佳外语片
- 1968年英国电影学院奖最佳外国女演员：阿努克·艾梅

提名：
- 第39届学院奖女主角奖：阿努克·艾梅；
  - 导演：克劳德·勒鲁什
- 第24届金球奖最佳导演：克劳德·勒鲁什
  - 最佳原创配乐
  - 最佳原创歌曲
- 1968年英国电影学院奖最佳影片[7]